# Kanton La Ferté-Macé
Kanton La Ferté-Macé (francouzsky Canton de La Ferté-Macé) je francouzský kanton v departementu Orne v regionu Normandie. Při reorganizaci správního členění reformě kantonů v roce 2014 byl utvořen z 15 obcí, do té doby sestával z 9 obcí. V květnu 2016 sestával z 13 obcí (vzhledem k procesu slučování některých obcí).

## Obce kantonu (v květnu 2016)
- Banvou
- Beauvain
- Bellou-en-Houlme
- La Coulonche
- Dompierre
- Échalou
- La Ferrière-aux-Étangs
- La Ferté-Macé [p 1]
- Lonlay-le-Tesson
- Messei
- Saint-André-de-Messei
- Saires-la-Verrerie
- Les Monts-d'Andaine [p 2]